# Lucien Buysse
Lucien Buysse, belgijski kolesar, * 11. september 1892, Wontergem, Flandrija, † 3. januar 1980, Deinze, Flandrija.
Buysse je bil eden najboljših kolesarjev 20-ih let 20. stoletja, med drugim tudi zmagovalec kolesarske dirke po Franciji.
Med profesionalce je vstopil leta 1914, ko je nastopil na Touru, ki pa ga ni končal. Svojo kariero je nadaljeval po prvi svetovni vojni, ko je ponovno nastopil na Touru in odstopil v drugi etapi. Leto kasneje je s tretjim mestom na enodnevni klasiki Pariz-Roubaix prvič dosegel vidnejšo uvrstitev. Leta 1923 je končal Tour na skupnem osmem mestu. V letih 1924 in 1925 je vozil v kolesarskem moštvu Automoto skupaj s kasnejšim zmagovalcem Italijanom Bottecchio in se uvrstil na tretje (1924) oz. drugo mesto (1925).
Svoj največji uspeh je dosegel na 20. dirki po Franciji, s 5.745 km najdaljši v zgodovini Toura. Skupno vodstvo je prevzel v 10. gorski etapi, ko je med nevihto pogumno napadel prelaz Col d'Aspin v Pirenejih, kjer je  pridobil skoraj uro prednosti pred svojem moštvenim vodjem Bottecchio; slednji je kasneje v isti etapi odstopil. Isto je ponovil tudi v naslednji gorski etapi in vodstvo obdržal vse do konca dirke v Parizu. Skupno je v svoji karieri dosegel pet etap na Touru (eno leta 1923, dve leta 1925 in še dve leta 1926). Poleg teh je zmagal med profesionalci še v 5. etapi dirke po Belgiji leta 1921, bil prvi na dirki po Lieru leta 1922, skupaj z Victorjem Standaertom zmagal na šestih dnevih Genta 1923, nazadnje pa še na dirki za nagrado mesta Geraardsbergen leta 1927. Svojo kariero je končal leta 1933.